# Kosina (gmina)
Kosina – dawna gmina wiejska istniejąca w latach 1934–1954 i 1973–1976 w woj. lwowskim i rzeszowskim (dzisiejsze woj. podkarpackie). Siedzibą władz gminy była Kosina.
Gmina zbiorowa Kosina została utworzona 1 sierpnia 1934 roku w powiecie łańcuckim w woj. lwowskim z dotychczasowych jednostkowych gmin wiejskich: Białobrzegi, Budy Łańcuckie, Dębina, Głuchów, Korniaktów, Kosina i Rogóźno. Po wojnie gmina znalazła się w powiecie łańcuckim w nowo utworzonym woj. rzeszowskim. Według stanu z dnia 1 lipca 1952 roku gmina składała się z 7 gromad: Białobrzegi, Budy Łańcuckie, Dębina, Głuchów, Korniaktów, Kosina i Rogóżno. Gmina została zniesiona 29 września 1954 roku wraz z reformą wprowadzającą gromady w miejsce gmin.
Gmina została reaktywowana w dniu 1 stycznia 1973 roku w powiecie łańcuckim w woj. rzeszowskim. W jej skład weszły sołectwa: Głuchów, Kosina i Rogóżno.
1 czerwca 1975 roku gmina znalazła się w nowo utworzonym (mniejszym) woj. rzeszowskim. 2 lipca 1976 roku gmina została zniesiona przez połączenie jej terenów z gminami Albigowa i Łańcut w gminę Łańcut.